# Teresa Ribera
Teresa Ribera Rodríguez, née le 19 mai 1969 à Madrid, est une haute fonctionnaire et femme politique espagnole membre du Parti socialiste ouvrier espagnol (PSOE). Elle est première vice-présidente exécutive de la Commission européenne et commissaire à la Concurrence depuis le 1er décembre 2024.

## Biographie

### Formation et vie professionnelle
Étudiante de l'université complutense de Madrid, Teresa Ribera est titulaire d'une licence en droit et diplômée en droit constitutionnel et sciences politiques du Centre d'études politiques et constitutionnelles ; un organisme placé sous la tutelle du ministère de la Présidence.
Membre du Corps supérieur des Administrateurs civils de l'État, elle a également enseigné à l'université autonome de Madrid à un poste de professeure associée au département de droit public et de philosophie. Elle a occupé divers postes au sein de l'administration nationale comme celui de cheffe du service de la Coordination normative au ministère de l'Équipement ou celui de conseillère technique au sein du cabinet du sous-secrétaire de l'Environnement.

### Secrétaire d'État
Cheffe de la section chargée de la Réalisation, du Développement et de la Coordination au sein du bureau espagnol du Changement climatique, elle est promue directrice du bureau en février 2005 par la ministre Cristina Narbona. Elle est de nouveau promue en novembre 2006 lorsqu'elle est nommée directrice générale de l'organisme. Elle quitte ce poste en avril 2008 du fait de sa nomination comme secrétaire d'État au Changement climatique par Elena Espinosa, dans le deuxième gouvernement de José Luis Rodríguez Zapatero. Elle est révoquée en décembre 2011 après l'arrivée au pouvoir des conservateurs et la formation du premier gouvernement de Mariano Rajoy.

### Auprès des organismes internationaux
Après avoir quitté son poste de secrétaire d'État, elle intègre différents conseils assesseurs de grands organismes internationaux à l'image du conseil assesseur global du Sustainable Development Solutions Network (SDSN-SEA) des Nations unies, du conseil assesseur global au changement climatique du forum économique mondial, de celui de Momentum For Change de la convention-cadre des Nations unies sur les changements climatiques ainsi que du conseil international de BC3. En septembre 2013, elle commence à collaborer avec l'Institut du développement durable et des relations internationales (IDDRI) siégeant à Paris puis en prend la direction à partir de juin 2014.

### Collaboration avec Pedro Sánchez
Lors de la préparation des élections générales espagnoles de décembre 2015, elle est appelée par le candidat socialiste Pedro Sánchez afin d'entrer dans l'équipe chargée de rédiger le programme politique du Parti socialiste ouvrier espagnol. Sur le modèle du cabinet fantôme, celui-ci crée un gouvernement de l'ombre dans lequel Teresa Ribera occupe le département de la Durabilité.

### Ministre de la Transition écologique
Militante socialiste,, Teresa Ribera accepte de devenir la ministre de la Transition écologique lorsque Pedro Sánchez est nommé président du gouvernement après sa victoire lors de la motion de censure contre Mariano Rajoy le 1er juin 2018.
Pour les élections générales anticipées du 28 avril 2019, elle est investie sur la liste du PSOE que conduit Pedro Sánchez, occupant la quatrième position. Reconduite dans le gouvernement Sánchez II avec le rang de quatrième vice-présidente du gouvernement et des compétences élargies à la lutte contre l'exode rural en janvier 2020, elle démissionne du Congrès le mois suivant afin d'éviter que son activité gouvernementale ne l'empêche de voter lors des séances plénières, conformément à une consigne de Pedro Sánchez. Le remaniement orchestré en juillet 2021 la fait passer au rang de troisième vice-présidente. 
Lors des élections générales du 23 juillet 2023, elle est placée en deuxième position sur la liste électorale du PSOE dans la circonscription de Madrid, juste derrière Pedro Sánchez. Elle est confirmée au gouvernement le 20 novembre, faisant ainsi partie des six ministres qui accompagnent Pedro Sánchez depuis son accession au pouvoir. Le 1er décembre suivant, elle démissionne de son mandat de députée pour se concentrer sur ses fonctions gouvernementales, et Javier Rodríguez lui succède.

### Tête de liste du PSOE lors des européennes de 2024
Le 24 avril 2024, le Parti socialiste ouvrier espagnol annonce que Teresa Ribera sera la tête de liste du parti aux élections européennes de juin 2024. Sa liste arrive deuxième du scrutin avec environ 30 % des voix et 20 députés européens, soit un recul d'environ 3 points de pourcentage par rapport à 2019, étant devancée de presque quatre points par celle du Parti populaire de Dolors Montserrat. Le 26 juin, elle précise qu'elle ne siègera pas pour continuer d'appartenir au gouvernement.
Présentée dès son investiture électorale comme la future commissaire européenne espagnole, elle est proposée le 17 septembre suivant par Ursula von der Leyen comme première vice-présidente exécutive à la Transition propre, juste et compétitive. Elle est réputée antinucléaire.

### Commissaire européenne
Elle est auditionnée par le Parlement européen le 12 novembre et entre en fonction le 1er décembre 2024.
En tant que vice-présidente, elle défend le Pacte Vert, face à la montée de l'opposition de l'extrême droite et du PPE.

### Vie privée
Mariée, elle est mère de trois filles.

## Distinctions
En 2021, le média Politico la classe parmi les 28 personnalités européennes les plus puissantes d'Europe, la distinguant dans la catégorie Doers (« faiseurs »).